# Corona d'Avvento

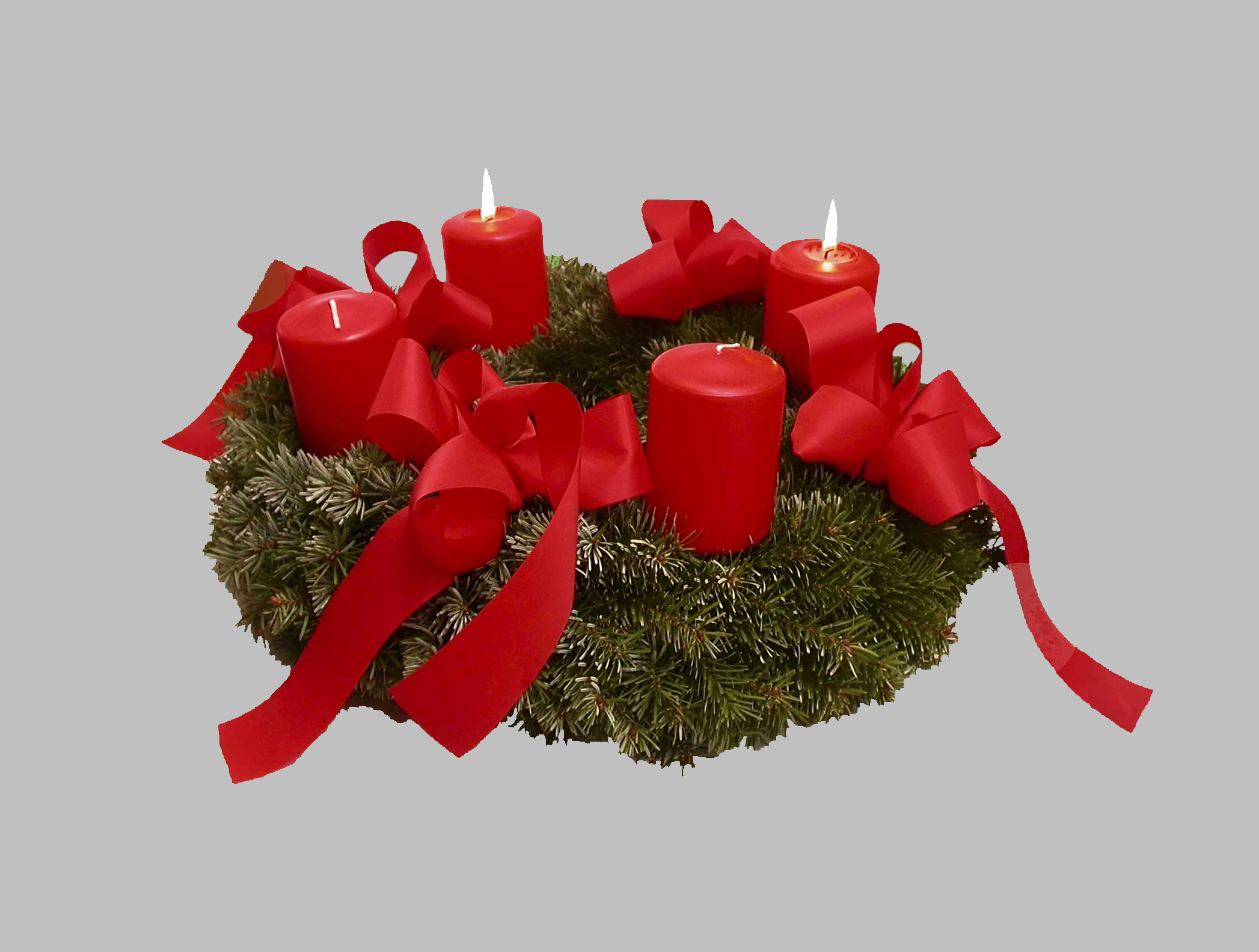
Tipica corona d'Avvento

La Corona dell'Avvento è un tradizionale ornamento natalizio sotto forma di una ghirlanda, in cui sono poste quattro candele, una per ogni domenica di Avvento. Simboleggia il periodo dell'Avvento che precede la Natività di Gesù ed è tipica soprattutto dei paesi di cultura anglosassone e germanica, utilizzata in ambito religioso.

## Descrizione
La corona dell'Avvento è una struttura di forma circolare formata da rami di piante sempreverdi con quattro candele, a volte con una quinta candela bianca al centro. Alcune versioni prevedono la presenza di una quinta candela posta al centro del cerchio. A partire dalla prima domenica di Avvento, l'accensione di una candela può essere accompagnata da una lettura della Bibbia, tempo devozionale e preghiere.

## Storia

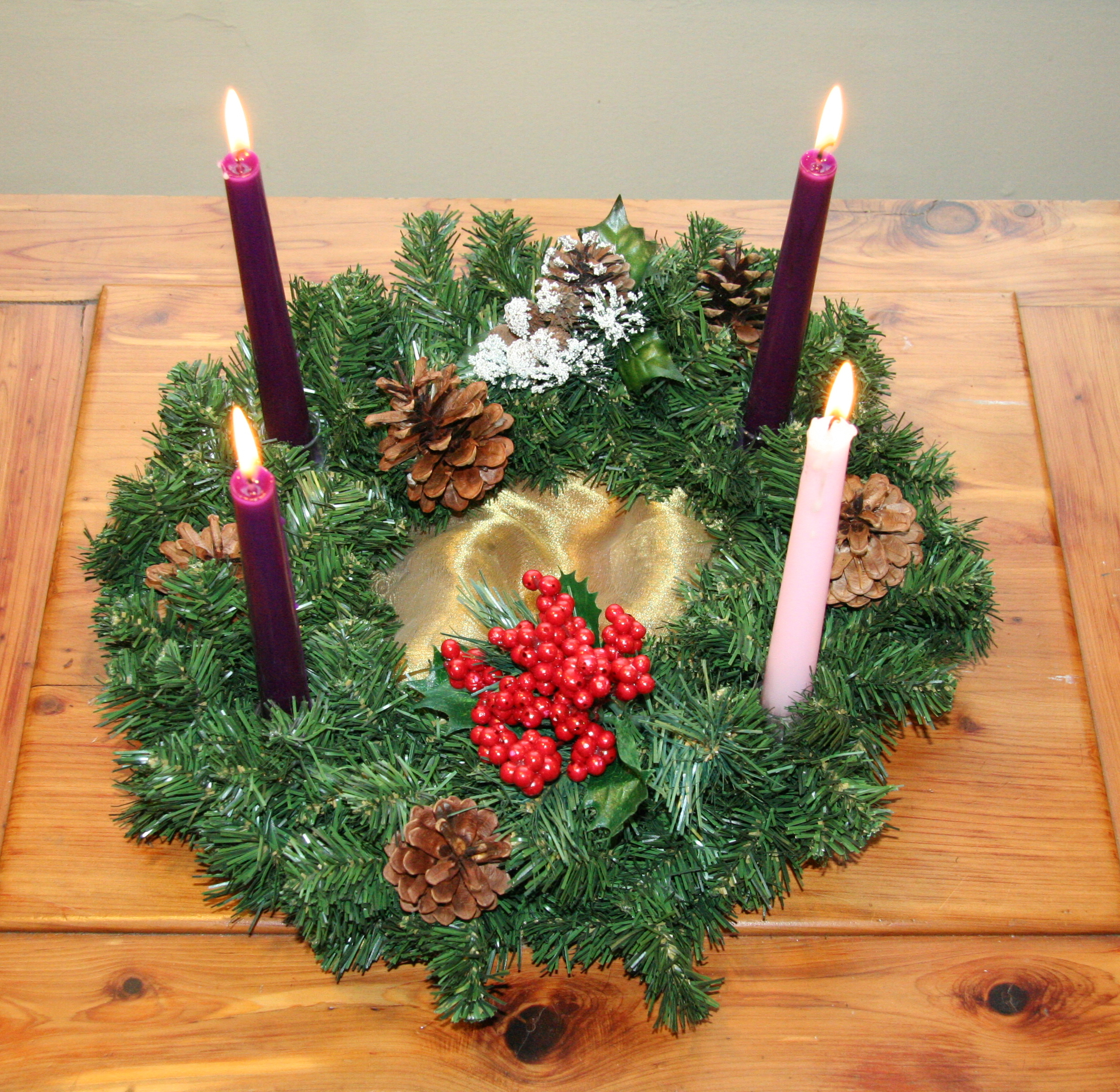
Altro esempio di corona

La corona dell'Avvento fu ideata dal pastore protestante Johann Hinrich Wichern (1808-1881). La versione originale prevedeva la presenza di un maggior numero di candele. Il suo scopo era rendere possibile, attraverso la vendita,  una formazione a ragazzi e giovani bisognosi e senza casa. Verso la metà del XIX secolo illuminava per la prima volta una corona d'avvento con 24 luci la sala oratoria del Rauhen Haus. Le luci per le domeniche erano grandi e quelle per i giorni feriali piccole. All'inizio i muri attorno erano addobbati solo con dei rami d'abete, in seguito anche con la corona.
Il Pastore Johan introdusse verso il 1860 la corona d'Avvento anche nell'orfanotrofio di Berlino. La corona fu qui sostituita da un candeliere a forma d'albero probabilmente per mancanza di posto: è più facile disporre 24 candele su un alberello che su una corona. Ma questa realizzazione non si è imposta.
All'inizio la corona si diffuse principalmente nelle città protestanti della Germania del Nord. Questa usanza si diffuse sempre più soprattutto nei ritrovi ecclesiali, negli orfanotrofi, nelle scuole e conquistò anche un posto in quasi tutte le case private. La corona rimpicciolita fu addobbata dalle famiglie con 4 candele, una per ogni domenica d'Avvento.
Benché la conoscenza della corona d'Avvento aumentasse parecchio verso il 1900, essa si divulgò solo dal 1920. Ci volle ancora un po' di tempo perché la corona d'Avvento conquistasse anche il sud che era in gran parte cattolico. L'usanza di una corona d'Avvento si diffuse dopo la seconda guerra mondiale. 
I vari elementi della corona d'Avvento hanno carattere simbolico.
Candele, corone e rami verdi erano già prima conosciuti come simboli invernali. 
La corona rappresenta l'eternità o è simbolo per il sole, la terra o Dio. 
Le candele rappresentano la luce che è donata a Natale a tutti gli uomini.

## Funzione
La corona dell'Avvento scandisce le settimane che mancano al Natale: le quattro candele vanno accese ciascuna in una domenica di Avvento; l'eventuale quinta a Natale.
La versione originale del pastore Wichern prevedeva invece una candela per ciascun giorno dell'Avvento. 

## Simbolismo
Le quattro candele rappresentano le quattro domeniche di Avvento. Ognuna di esse ha una denominazione ed un significato peculiari:
1. La prima candela è detta "del Profeta", poiché ricorda le profezie sulla venuta del Messia.
2. La seconda candela è detta "di Betlemme", per ricordare la città in cui è nato il Messia.
3. La terza candela è detta "dei pastori", i primi che videro ed adorarono il Messia. Poiché nella terza domenica d'Avvento la Liturgia permette al sacerdote di utilizzare i paramenti rosa al posto di quelli viola tale candela può avere un colore diverso dalle altre tre.
4. La quarta candela è detta "degli Angeli", i primi ad annunciare al mondo la nascita del Messia.

Secondo un'altra tradizione assai diffusa le quattro candele rappresentano la Speranza, la Pace, la Gioia e l'Amore. 
L'accensione di ciascuna candela indica la progressiva vittoria della Luce sulle tenebre dovuta alla sempre più prossima venuta del Messia.
La forma circolare della Corona dell'Avvento è simbolo di unità e di eternità.
I rami sempreverdi rappresentano la speranza.